# Тіселі
Тіселі (груз. თისელი) — село в Грузії.
За даними перепису населення 2014 року в селі проживає 147 осіб.